# Nilské katarakty

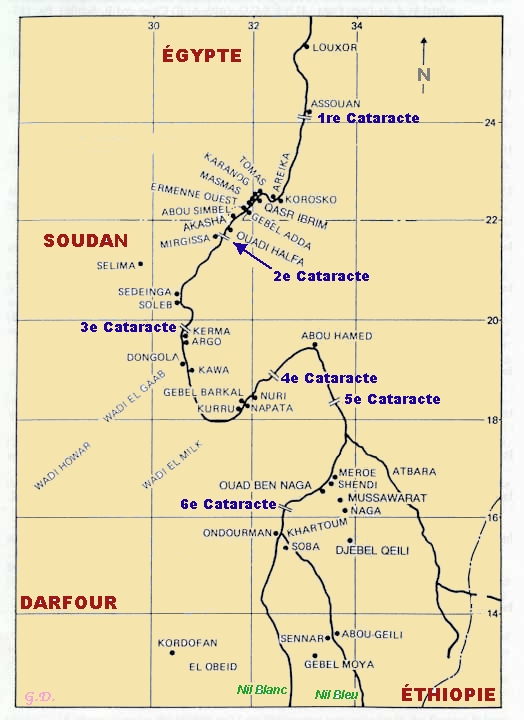
Mapa kataraktů

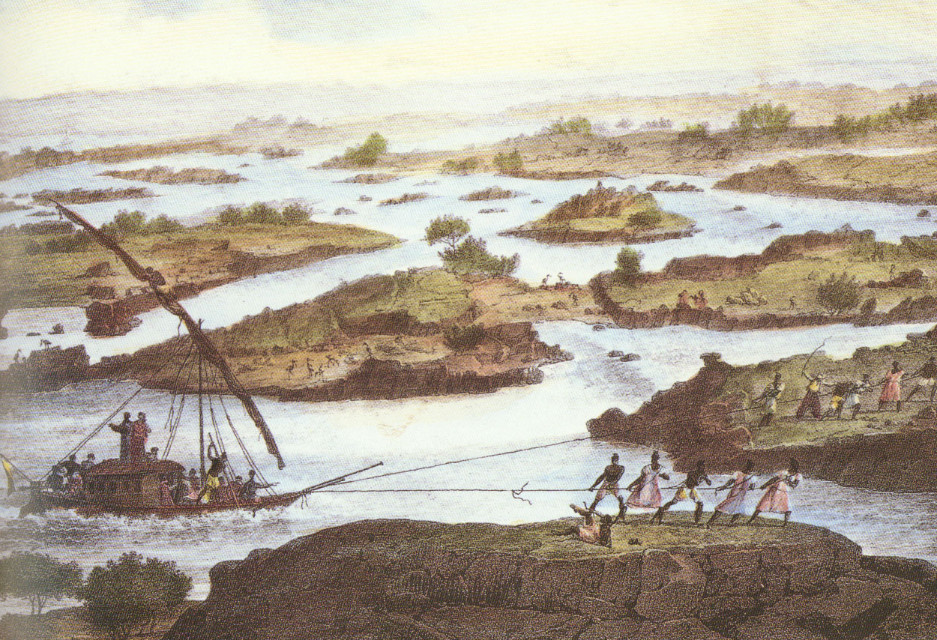
Plavba přes první katarakt na historické kresbě

Nilské katarakty (arabsky شلالات النيل‎, anglicky Cataracts of the Nile) představují soustavu šesti kataraktů na řece Nil. Nacházejí se mezi Asuánem a Chartúmem. Vodní hladina je zde přerušovaná četnými malými balvany a kameny ležícími na dně řeky a také mnoha malými kamennými ostrůvky. Počítáno proti proudu, první katarakt je v dnešním Egyptě, zbytek je v Súdánu.
- První katarakt je poblíž Asuánu, jeho část překryla hráz Nízké Asuánské přehrady (24°4′41″ s. š., 32°52′41″ v. d.)
- Druhý katarakt (nebo Velký katarakt) byl v Núbii a je nyní pod hladinou Násirova jezera (21°28′48″ s. š., 30°58′12″ v. d.)
- Třetí katarakt je poblíž Tombosu / Hanneku (19°45′36″ s. š., 30°22′12″ v. d.)
- Čtvrtý katarakt je v Manasirské poušti, roku 2006 byl zatopen přehradní nádrží Merowe (18°54′36″ s. š., 32°21′36″ v. d.)
- Pátý katarakt je u soutoku s řekou Atbara (17°40′37″ s. š., 33°58′12″ v. d.)
- Šestý katarakt je tam, kde Nil prochází plutonem Sabaloka (Šablúka) blízko Meroe (16°52′48″ s. š., 33°39′36″ v. d.)

Geologové uvádějí, že oblast severního Súdánu je tektonicky aktivní a tato aktivita způsobila, že má řeka „mladistvý“ vzhled. Dokonce i když je dno řeky odnášeno erozí, zemská masa se zvedá a udržuje tak části dna řeky odkryté.
Některé z kataraktů, které je normálně nemožné lodí proplout, se během období záplav stávají splavné.
Ve starověku se Egypt rozkládal od Nilské delty k prvnímu kataraktu, zatímco území dále proti proudu řeky ovládala starověká civilizace Kuš. Egypťané si v jistém období podmanili území až po 4. katarakt, dále se však nedostali, protože v těchto místech teče řeka na jih a k plavbě proti proudu nebylo možné využívat severních větrů, jež zde převládají.